# Pride & Glory
Pride & Glory war eine US-amerikanische Southern-Rock-Band, die aus einem Solo-Projekt von Zakk Wylde, dem Gitarristen Ozzy Osbournes, hervorgegangen ist.
Die Band nahm 1994 unter dem Label Eagle Rock (edel) ein selbstbetiteltes Album auf, welches hauptsächlich in den USA, aber auch in Europa einigen Anklang fand. Pride & Glory spielten einige Shows, unter anderem auf dem Monsters of Rock Festival und dem Dynamo Open Air. Zakk Wylde führte das Projekt jedoch nicht fort. Es folgte sein Soloalbum Book of Shadows (1996) und die Arbeit mit seiner Band Black Label Society und Ozzy Osbourne.

## Besetzung
- Gitarre, Gesang: Zakk Wylde
- Bass: James LoMenzo
- Schlagzeug: Brian Tichy

## Diskografie
- 1994: Pride & Glory (Album, Eagle Rock)
- 1999: Pride & Glory (Album, Wiederveröffentlichung mit Bonus-Tracks)